# Roda de Ter
Roda de Ter est une commune de la province de Barcelone, en Catalogne, en Espagne, de la comarque d'Osona

## Personnalités
- Le groupe musical Oques Grasses a été formé à Roda de Ter en 2010.